# Lazarevo (Oblast' autonoma ebraica)
Lazarevo (in lingua russa Лазарево) è un centro abitato dell'Oblast' autonoma ebraica, situato nel Leninskij rajon.